# Fidélité (film, 1965)
Pour les articles homonymes, voir Fidélité.
Pour plus de détails, voir Fiche technique et Distribution.
Fidélité (Верность, Vernost) est un film soviétique réalisé par Piotr Todorovski, sorti en 1965.

## Fiche technique
- Titre original : Верность
- Titre français : Fidélité[1]
- Réalisation : Piotr Todorovski
- Scénario : Piotr Todorovski, Boulat Okoudjava
- Photographie : Vadim Kostromenko, Leonid Bourlaka, Vadim Avlochenko
- Musique : Boris Karamychev
- Pays d'origine : URSS
- Format : Noir et blanc - 35 mm - Mono
- Genre : drame
- Durée : 87 minutes
- Date de sortie : 1965

## Distribution
- Vladimir Tchetverikov : Ioura
- Galina Polskikh : Zoïa
- Alexandre Potapov : Senia
- Evgueni Evstigneïev : Ivan Terentievitch
- Antonina Dmitrieva